# Campo (Cameroun)
Pour les articles homonymes, voir Campo.
Campo est une commune côtière du Cameroun située dans la région du Sud et le département de l'Océan, à proximité de la frontière avec la Guinée équatoriale.

## Géographie
La localité de Campo est située sur le rivage du golfe de Guinée à l'extrémité de la route nationale 7 à 64 km au sud du chef-lieu départemental Kribi. Le centre-ville se trouve à 4 km au nord de l'embouchure du fleuve Ntem qui marque la frontière avec la Guinée équatoriale. La commune couvre une superficie de 2 770 km2 soit 24,5 % du territoire départemental de l'Océan.

### Localisation
Située dans l’arrondissement de Campo, département de l’océan, province du sud, la commune de campo est distante de Kribi de 81 km environ et, est limitrophe :
- au nord, du village Lolabe de l’arrondissement de Kribi ;
- au nord–est, du district de Nieté et de l’arrondissement de Akom II ;
- au sud, du fleuve Ntem ;
- à l’est, du fleuve Biwomé qui le sépare du Nyabissan dans l’arrondissement de Ma’an ;
- à l’ouest, de l’océan Atlantique.

| Kribi I         | Niete              | Akom II |
| Golfe de Guinée | Campo              | Ma'an   |
|                 | Guinée équatoriale |         |

### Climat
Le climat de la commune de Campo appartient à celui du domaine équatorial de type guinéen. C’est un climat à quatre saisons du plateau sud camerounais. Il pleut toute l'année avec deux maxima, l'un en septembre (grande saison des pluies) et l'autre en mars-avril (petite saison des pluies) ; les minima se situent en décembre janvier (grande saison sèche) et en juillet - août (petite saison sèche).
On relève des variations locales du fait des facteurs biogéographiques : Proximité ou éloignement par rapport à l’Océan Atlantique, à la couverture végétale et au relief.
La température moyenne est de 25 °C avec une amplitude de 2 à 3 °C, une humidité relative de moyenne annuelle de 81 % et, les précipitations annuelles de l’ordre de 2 797 mm.

### Relief
On relève la présence de plaines et de petits massifs.
La plaine côtière (300 m); La plaine fluviale du Ntem (Mvila et Ntem à 500 m); Les massifs de granites syntectoniques (habitat naturel pour la biodiversité de la région et refuge).

### Végétation
La végétation de la région est diversifiée et fortement influencée par sa pluviométrie, la proximité de la mer, l’altitude, les sols et l’action anthropique. On distingue des forêts atlantique biafréenne; côtière; mixte; submontagnarde et côtière.

### Flore
La région a une flore riche et diversifiée. Plus de 1500 espèces de plantes réparties dans près de 640 genres et 141 familles ont été inventoriées. On y retrouve près de 114 espèces endémiques parmi lesquelles 29 ne sont connues que dans le parc de Campo.

### Hydrographie
Le réseau hydrologique de la commune de campo est très dense et appartient au bassin atlantique. De nombreuses rivières sont des affluents au fleuve Ntem, ou Rio Campo en espagnol. Il constitue la limite sud de la commune et forme la frontière avec la Guinée équatoriale. Ces rivières qui sont pour la plupart à régime permanent, sont souvent peu profonds et encombrés de bancs de sable et de roches, les plus importantes sont : Likodo ; Beyô ; Bekolobe ; Nyaboro ; Bouandjo ; Otong Alen ; Mbona ; Bikasa Binyin ; Minlongo ; Manetonde ; Avak Mveng ; Bokwe-bokwe ; Mvome ; Bokombe ; Malombe ; Ezezame ; Otontong ; Mvasse ; Malove ; Ipono ; Eboletan ; Mvini ; Bitandé ; Mabiogo ; Nyamalandé. Ces cours d’eau portent le nom des villages de la commune de campo. Leur utilisation pour la navigation est possible pour certaines et représentent un potentiel halieutique très important. Leurs régimes hydrologiques à deux pointes de crues correspondent aux deux saisons des pluies, ce qui engendre très souvent des inondations et des pertes en vies humaines particulièrement des enfants qui traversent ces rivières pour se rendre à l’école dans les villages voisins.

## Histoire
La commune de Campo est instaurée en 1961.

## Chefferies traditionnelles
L'arrondissement de Campo compte deux chefferies traditionnelles de 2e degré :
- 840 : Groupement Mvaé
- 841 : Groupement Iyassa

## Population
Lors du recensement de 2005, la commune comptait 6 923 habitants, dont 2 946 pour la ville de Campo et le reste reparti dans 19 villages. On y distingue trois principaux groupes ethniques que sont : les Mvae ; les Iyassa et les Bagyieli (pygmées).

## Villages
Outre Campo, la commune comprend les villages suivants :
- Afan
- Akak
- Assok
- Bouandjo
- Doum
- Ebianemeyong
- Ebodjé
- Ipono
- Itonde-Fang
- Itonde Yassa
- Mabiogo
- Malaba
- Mbendji
- Mintom
- Nazareth
- Nkoadjap
- Nkoelon

## Urbanisme et services publics
La localité dispose d'une centrale électrique isolée exploitée par Enéo d'une capacité installée de 333 kW construite en 1998.

## Cultes
La paroisse catholique du Sacré-Cœur de Campo relève de la zone pastorale Océan Beach du diocèse de Kribi.

## Économie
L’agriculture, la pêche et la chasse constituent les principales activités génératrices de revenus de la population. L’artisanat, l’exploitation des forêts, les activités minières et le commerce viennent au second plan.
On distingue dans la région des cultures vivrières et pérennes, la pêche continentale et la pêche maritime (artisanale et industrielle). Le matériel de pêche utilisé est rudimentaire et se compose d’un filet et d’une pirogue propulsée à l’aide de pagaies. Les espèces pêchées en mer sont principalement les bars, bossus, dorades, sardinelles, requins et dans les fleuves et rivières les carpes et silures, auxquelles il faut ajouter les crevettes.
La chasse est devenue une véritable activité économique d’appoint pour la population.
Le petit élevage est pratiqué par la plupart des paysans. Les animaux élevés sont les poules, les porcs, les moutons, les chèvres et cobayes.
Le projet agro-industriel Camvert s'étend au nord-est de la localité de Campo, il est constitué d'un complexe de production et de transformation de l’huile de palme dans les arrondissements de Campo et de Niété.